# 大陸ケルト語
大陸ケルト語（たいりくケルトご、Continental Celtic）とは、ケルト語派に属する言語のうち、ゲール語とブリタニック語のいずれにも属さない言語の総称である。ローマ人の勢力拡大以前のヨーロッパには方言を含めて数十ものケルト語が存在していたと考えられているものの、このうち実証されるものは以下の6言語のみである。
- ガラティア語 (Galatian) - 紀元前3世紀-紀元後4世紀
- ガリア語 (Gaulish) - 紀元前3世紀-紀元後2世紀
- ケルトイベリア語 (Celtiberian) - 紀元前1世紀以前
- ノール語 (Noric) - 紀元前4世紀-紀元後1-2世紀
- ルシタニア語 (Lusitanian) - 紀元後2世紀以前
- レポント語 (Lepontic) - 紀元前7-3世紀

ガラティア語とレポント語はガリア語の方言とされる。
大陸ケルト語の分類は専ら島嶼ケルト語との対比で用いられるが、島嶼ケルト語が共通の変化を経たケルト語派内の一語群として認められるのに対し、大陸ケルト語が同じようにまとめられるとする根拠は存在しない。結局この分類自体は側系統的で、島嶼ケルト語でないケルト語の総称という以外に意味はないと考えられている。ただし十分な資料が存在しないため、歴史言語学でいう比較再構が十分に使えないことには留意すべきである。
近年の遺伝子（Y染色体ハプログループR1b）の系統解析では、大陸ケルト語集団は島嶼ケルト語集団よりもむしろイタリック語派集団に近縁であるという結果が出ている。